# Dragonfly Squadron
Pour plus de détails, voir Fiche technique et Distribution.
Dragonfly Squadron est un film américain réalisé par Lesley Selander et sorti en 1954. 

## Fiche technique
- Titre : Dragonfly Squadron
- Réalisation : Lesley Selander
- Assistant-réalisateur : Rex Bailey
- Scénario : John C. Champion
- Photographie : Harry Neumann
- Montage : Walter Hannemann
- Musique : Paul Dunlap
- Direction artistique : Dave Milton
- Décors : Robert Priestley
- Son Charles Cooper
- Effets spéciaux : Augie Lohman
- Script : Ted Schilz
- Producteur : John C. Champion
- Directeur de production : Allen K. Wood
- Société de production : Allied Artists Pictures
- Société de distribution : Allied Artists Pictures (États-Unis), Associated British-Pathé (Royaume-Uni)
- Pays de production :  États-Unis
- Langue : Anglais américain
- Format : Noir et blanc — 35 mm — 1,66:1 — Son : Mono (Western Electric Recording)
- Genre : Film dramatique, Film de guerre
- Durée : 83 minutes (1 h 23)[1]
- Date de sortie : 
  - États-Unis : 27 janvier 1954

## Distribution
- John Hodiak : Major Mathew Brady
- Barbara Britton : Donna Cottrell
- Bruce Bennett : Dr. Stephen Cottrell
- Jess Barker : Dixon
- Gerald Mohr : Captain MacIntyre
- Chuck Connors : Captain Warnowski
- Harry Lauter : Captain Veddors
- Pamela Duncan : Anne Taylor
- Adam Williams : Captain Wyler
- John Lupton : Captain Woody Taylor
- Benson Fong : Captain Liehtse
- Richard Simmons : Colonel Wolf Schuller
- John Hedloe : Captain Wycoff
- Frank Ferguson : Colonel Conners
- Fess Parker : Flight instructor

## À noter
- Le film est sorti dans la période juste avant et pendant l'invasion de la Corée du Sud par les troupes nord-coréennes.
- Il était prévu à l'origine que le film soit en 3D et pour cela il a été filmé en dual-Polaroid. Cependant l'intérêt pour les films en 3D ayant diminué à la fin de l'année 1953, il n'a été présenté; lors de sa diffusion, qu'en version classique en 2D.

## Avions apparaissant dans le film

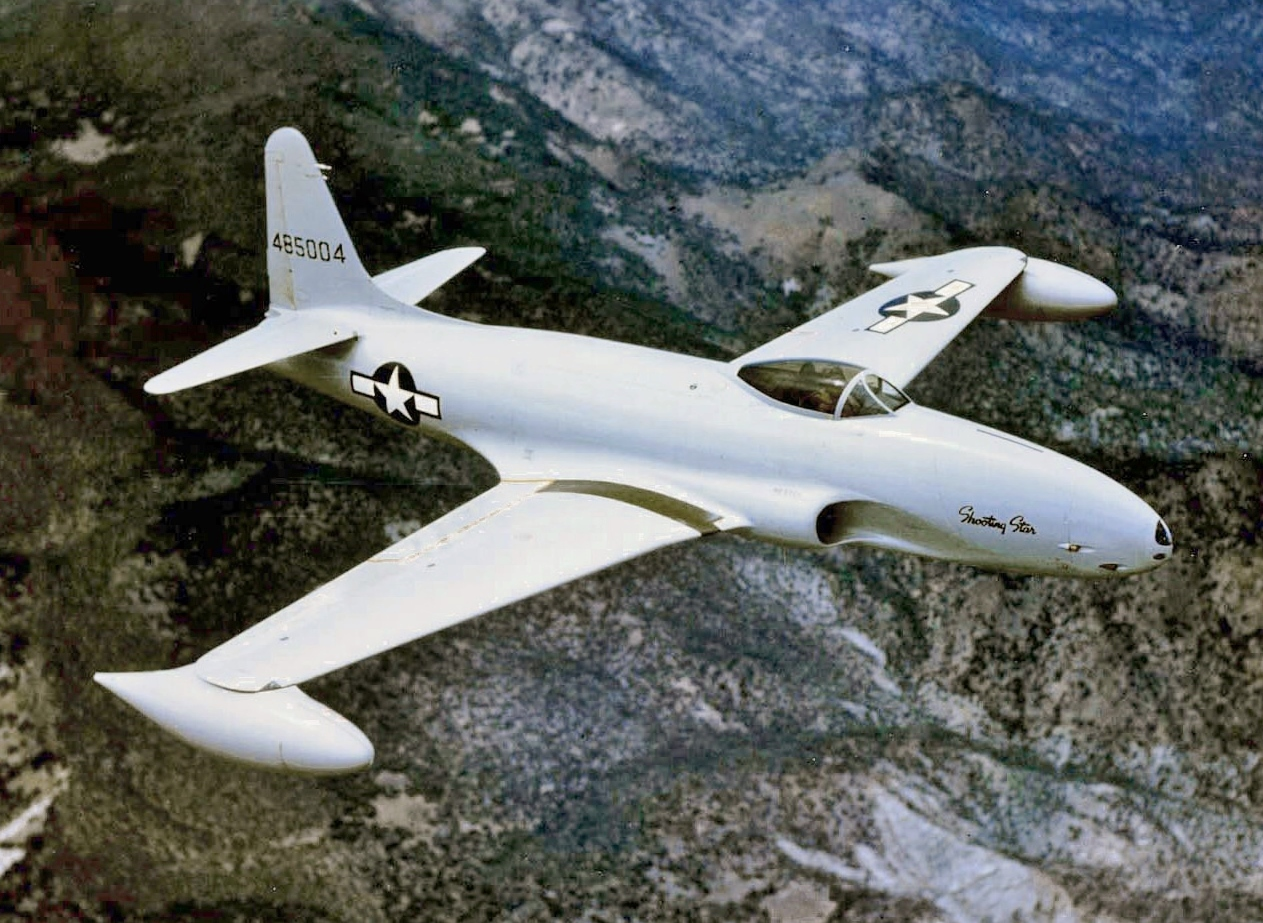
Lockheed F-80 Shooting Star

- Lockheed P-80 Shooting Star
- North American F-51 Mustang
- North American T-6 Texan
- Stinson L-5 Sentinel